# Осипово (Шар'їнський район)
Осипово (рос. Осипово) — присілок в Шар'їнському районі Костромської області Російської Федерації.
Населення становить 69 осіб. Входить до складу муніципального утворення Шангське сільське поселення.

## Історія
Від 2007 року входить до складу муніципального утворення Шангське сільське поселення.

## Населення
| 2008 | 2010 | 2014 |
| ---- | ---- | ---- |
| 84   | ↘53  | ↗69  |